# Il prezzo dell'inganno (romanzo)
 Il prezzo dell'inganno (Deception on His Mind) è un romanzo della giallista statunitense Elizabeth George, pubblicato nel 1997
Il libro è stato tradotto in dodici lingue: in italiano è apparso per la prima volta nel 1998.

## Trama
Nella spiaggia di Balford-le-Nez, piccola località balneare della costa dell'Essex, viene rinvenuto il cadavere di Haytham Querashi.
Querashi era giunto in Inghilterra dal Pakistan per sposare, secondo quanto pattuito, Sahlah Malak, figlia del ricco Akram Malak.
Del caso si occupano l'ispettore Lynley e il sergente Barbara Havers. Seconda la nutrita comunità pakistana locale, si tratterebbe di un delitto a sfondo razziale. 

## Edizioni in italiano
- Elizabeth George, Il prezzo dell'inganno: romanzo, traduzione di Maria Cristina Pietri, Longanesi, Milano 1998
- Elizabeth George, Il prezzo dell'inganno: romanzo, traduzione di Maria Cristina Pietri, CDE, Milano 1998
- Elizabeth George, Il prezzo dell'inganno: romanzo, traduzione di Maria Cristina Pietri, TEA, Milano 2000

## Trasposizioni televisive
Il romanzo ha ispirato l'omonimo episodio, quarto della seconda stagione, della serie televisiva The Inspector Lynley Mysteries, andato in onda il 31 marzo 2003